# Hubert Birke
Hubert Birke (21. ledna 1892 Heřmánkovice – 13. dubna 1950 Doschendorf nebo 12. května 1945 Broumov) byl československý politik německé národnosti a meziválečný poslanec Národního shromáždění za Sudetoněmeckou stranu.

## Biografie
V roce 1919 byl hlavním řečníkem německých nacionalistů na demonstraci během Prvního máje v Broumově. Působil jako redaktor novin Braunauer deutscher Bote a psal básně. Od roku 1919 byl redaktorem listu Braunauer Bote, později Deutscher Bote. Redigoval
rovněž ročenku Braunauer Bote. Deutscher Bote byly počátkem 30. let orientovány značně radikálně, nacionalisticky a antisemitsky. V roce 1932 byl list úřady šestkrát zabaven a sám Birke byl v květnu 1933 zatčen a odsouzen krajským soudem v Hradci Králové podle zákona na ochranu republiky na dva měsíce. Po návratu z vězení se podle zprávy ze září 1933 Birkeho list ve svých názorech poněkud umírnil. Vykonával taky funkci vedoucího spolku Bund der Deutschen in Böhmen.
Původně byl členem DNSAP. Po jejím rozpuštění přešel do Sudetendeutsche Heimatsfront a z ní vzešlé Sudetoněmecké strany. Od roku 1936 byl krajským vedoucím SdP ve východních Čechách. K roku 1936 se bytem uvádí v Broumově.
V parlamentních volbách v roce 1935 se stal za Sudetoněmeckou stranu poslancem Národního shromáždění. Mandát si podržel do října 1938, kdy přišel o poslanecké křeslo kvůli pomnichovským změnám hranic Československa.
Již v září 1938 během povstání Sudetských Němců a následných protiopatření československých úřadů uprchl v noci z 13. na 14. září do Německa. Po obsazení pohraničí působil jako župní předseda Německé pracovní fronty (Deutsche Arbeitsfront) v Sudetské župě. Stal se členem NSDAP a jednotek SA. Zasedal v Říšském sněmu.
Podle některých zdrojů zemřel roku 1950. Měl na konci války utéci z Liberce do Německa, kde měl v poklidu dožít v západoněmeckém Doschendorfu. Podle jiného zdroje se bývalý gauleiter a redaktor broumovského týdeníku Hubert Birke zastřelil 12. května 1945 v Broumově bezprostředně po zániku Třetí říše, v rámci vlny sebevražd místních Němců.